# Markus Gabl
Markus Gabl (* 4. Jänner 2002 in Zams) ist ein österreichischer Fußballtorwart.

## Karriere
Gabl begann seine Karriere bei der SPG Pitztal. Ab Frühjahr 2017 spielte er in der AKA Tirol. Im September 2017 wurde er von Pitztal auf den FC St. Leonhard als Stammverein umgemeldet, für die Kampfmannschaft von St. Leonhard spielte er dann im Oktober 2017 zweimal in der neuntklassigen 2. Klasse. Ab März 2018 war sein Stammverein dann der FC Wacker Innsbruck, für den er ab der Saison 2018/19 zunächst für die dritte Mannschaft in der achthöchsten Spielklasse spielte. Im Juli 2019 debütierte er dann für die Amateure in der Tiroler Regionalliga.
Im August 2019 stand er gegen den FC Juniors OÖ erstmals im Profikader der Innsbrucker. Sein Debüt für die Profis in der 2. Liga folgte fast drei Jahre später im Mai 2022, als er am 29. Spieltag der Saison 2021/22 gegen den SKN St. Pölten in der 66. Minute für den verletzten Einsertormann Marco Knaller eingewechselt wurde.